# Česko na Halovém mistrovství světa v atletice 2012

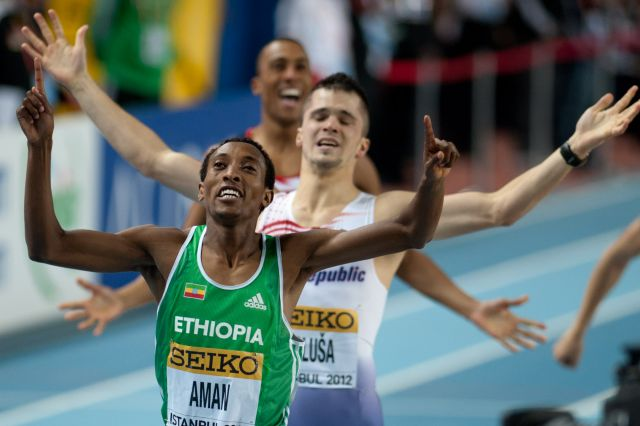
Mohammed Aman a za ním radující se Jakub Holuša

Halového MS v atletice 2012 v Istanbulu se ve dnech 9. – 11. března zúčastnilo 13 českých atletů (8 mužů a 5 žen).
Původně měl do Istanbulu odletět vícebojař Roman Šebrle, který splnil limit díky výkonu 6 105 bodů (12. února 2012, Praha). Kdyby na šampionát odcestoval, byla by to již jeho osmá účast na halovém světovém šampionátu. Těsně před startem domácího halového šampionátu ve Stromovce se však Šebrlemu obnovilo zranění stehenního svalu a svoji účast nakonec z důvodu přípravy na dva vrcholy letní sezóny (ME v atletice, Letní olympijské hry) odřekl. Český víceboj však v Turecku zastupoval Adam Sebastian Helcelet, kterému IAAF udělila společně s Rusem Iljou Škureněvem divokou kartu.
Po 17 letech mělo Česko díky Kateřině Čechové zastoupení v ženském sprintu na 60 metrů. Naposledy se této trati zúčastnila na halovém MS v Barceloně v roce 1995 Denisa Obdržálková.
Jedinou českou medaili vybojoval běžec Jakub Holuša, když si v závodě na 800 metrů doběhl pro cenné stříbro. Jeho zásluhou Česko znovu získalo na halovém MS medaili. Medailově naprázdno vyšli čeští atleti dosud dvakrát, na halovém MS 1993 v Torontu a na halovém MS 2008 ve Valencii. Na předchozím šampionátu v Dauhá 2010 původně Česko rovněž medaili nevybojovalo. Až po následné diskvalifikaci Jamajčanek ve štafetě na 4×400 metrů byly přiděleny bronzové medaile Denise Rosolové, Jitce Bartoničkové, Zuzaně Bergrové a Zuzaně Hejnové.

## Výsledky

### Muži
| Atlet                                              | Disciplína    | Kvalifikace | Kvalifikace | Rozběh  | Rozběh   | Semifinále   | Semifinále | Finále       | Finále           |
| Atlet                                              | Disciplína    | Výkon       | Umístění    | Výkon   | Umístění | Výkon        | Umístění   | Výkon        | Umístění         |
| -------------------------------------------------- | ------------- | ----------- | ----------- | ------- | -------- | ------------ | ---------- | ------------ | ---------------- |
| Pavel Maslák                                       | 400 m         |             |             | 47,00 s | 5.       | 46,49 s      | 7.         | 46,19 s      | 5.               |
| Jakub Holuša                                       | 800 m         |             |             | 1:50,49 | 14.      | 1:47,23 (SB) | 1.         | 1:48,62      | Stříbrná medaile |
| Josef Prorok Petr Lichý Václav Barák Theodor Jareš | 4 × 400 m     |             |             | 3:09,46 | 7.       |              |            | nepostoupili | nepostoupili     |
| Jaroslav Bába                                      | Skok do výšky | 2,22 m      | 13. =       |         |          |              |            | nepostoupil  | nepostoupil      |

Sedmiboj
| Adam Sebastian Helcelet | Sedmiboj     |          |       |          |
| Adam Sebastian Helcelet | Disciplína   | Výsledek | Body  | Umístění |
| ----------------------- | ------------ | -------- | ----- | -------- |
|                         | Běh na 60 m  | 7,19 s   | 816   | 5.       |
| Skok daleký             | 7,24 m       | 871      | 6.    |          |
| Vrh koulí               | 14,04 m      | 731      | 7.    |          |
| Skok do výšky           | 2,06 m (PB)  | 859      | 1.    |          |
| 60 m přek.              | 8,16 s       | 942      | 5.    |          |
| Skok o tyči             | 4,70 m       | 819      | 6.    |          |
| Běh na 1000 m           | 2:43,05 (PB) | 840      | 4.    |          |
| Celkově                 |              |          | 5 878 | 5.       |

### Ženy
| Atletka           | Disciplína  | Kvalifikace | Kvalifikace | Rozběh  | Rozběh   | Semifinále | Semifinále | Finále       | Finále       |
| Atletka           | Disciplína  | Výkon       | Umístění    | Výkon   | Umístění | Výkon      | Umístění   | Výkon        | Umístění     |
| ----------------- | ----------- | ----------- | ----------- | ------- | -------- | ---------- | ---------- | ------------ | ------------ |
| Kateřina Čechová  | 60 m        |             |             | 7,40 s  | 21. =    | 7,31 s     | 14. =      | nepostoupila | nepostoupila |
| Denisa Rosolová   | 400 m       |             |             | 52,95 s | 3.       | 52,78 s    | 8.         | 52,48 s      | 6.           |
| Lenka Masná       | 800 m       |             |             | 2:03,08 | 10.      |            |            | nepostoupila | nepostoupila |
| Lucie Škrobáková  | 60 m přek.  |             |             | 8,20 s  | 12.      | 8,18 s     | 11.        | nepostoupila | nepostoupila |
| Jiřina Ptáčníková | Skok o tyči |             |             |         |          |            |            | 4,55 m       | 6.           |